# Рацлавицька (станція метро)
52°11′55″ пн. ш. 21°00′44″ сх. д. / 52.19861° пн. ш. 21.01222° сх. д.
Рацлавицька (пол. A-9 Racławicka) — станція Варшавського метрополітену, була відкрита 7 квітня 1995, у складі черги  «Кабати» — «Політехніка». Знаходиться під рогом вулиць Рацлавицької і Вікторської з алеєю Незалежності. Назва станція походить від назви місцевості Рацлавице, де в 1794 році польські війська перемогли росіян.
Односклепінна станція мілкого закладення з острівною прямою платформою завдовжки 120м і завширшки 10 м. Вихід на поверхню обладнано стаціонарними сходами і ліфтом для людей з обмеженими можливостями. Оздоблення в сірих кольорах з червоними акцентами на колійних стінах. На станції розташовані невеликі крамниці і банкомати . Це єдина станція, на якій немає туалетів. На станції заставлено тактильне покриття.

## Пересадки
- Автобуси: 174, 200, N36